# Changlin Zhang
Changlin Zhang es un físico formado en China que estudia el campo electromagnético en los cuerpos humanos y en otros sistemas vivos.

## Trayectoria
Tiene más de treinta años de experiencia en investigación médica en China y Alemania. Ha publicado numerosos artículos en revistas de física, biología y medicina en China, Alemania, Reino Unido, los Estados Unidos y Suiza, y es el editor en jefe del International Journal of Physiotherapy and Life Physics.
Además de consultar con firmas de investigación médica de la industria privada, ha sido profesor de biofísica en la Universidad de Zhejiang, China, y profesor invitado en la Universidad de Siegen, Alemania.

## Obra selecta
- Changlin Zhang, Jonathan Heaney, Invisible Rainbow: A Physicist's Introduction to the Science behind Classical Chinese Medicine (2016; edición en español El campo vibratorio. Introducción a la medicina clásica china desde un punto de vista científico, 2022, Ediciones Atalanta)[5][6][7]
- Rational Design of Electrocatalysts with Enhanced Catalytic Performance in Energy Conversion (2016)
- Der unsichtbare Regenbogen und die unhörbare Musik: Die Entdeckung der Zusammenhänge zwischen elektromagnetischen Feldern in Lebewesen und den ... und anderen komplementären Heilmethoden (2010)
- Der unsichtbare Regenbogen und die unhörbare Musik: Die dissipative Struktur des elektromagnetischen Feldes in Lebewesen. Der Hintergrund der ältesten ... und das jüngste Kapitel der modernen Biologie (2007)
- Changlin Zhang, Fritz Albert Popp, Marco Bischof, Current Development of Biophysics: The Stage from an Ugly Duckling to a Beautiful Swan (1996)
- Theoretical Investigation of Mixed Convection Inside Horizontal Tubes with Nominally Uniform Heat Flux (1991)

## Edición en castellano
- Zhang, Changlin (2022). El campo vibratorio. Introducción a la medicina clásica china desde un punto de vista científico. Prólogo Hartmut Kapteina, traducción Ce Santiago, cartoné, 360 páginas, 21 imágenes en color y 84 en blanco y negro, colección Liber naturae 150. Vilaür: Ediciones Atalanta. ISBN 978-84-124315-3-7.